# Domaine Armand Rousseau
Domaine Armand Rousseau — Французский производитель вина из Gevrey-Chambertin, регион произрастания Côte de Nuits в Бургундии, Франция.

Domaine Armand Rousseau(04-Июль-2024) — высоко ценимый и признанный критиками производитель вина, базирующийся в деревне Жевре-Шамбертен на севере Кот-де-Нюи. Пожалуй, Armand Rousseau — один из старейших и наиболее почитаемых семейных поместий Бургундии. Ему принадлежит множество участков гран крю в Жевре-Шамбертен, а также часть популярного виноградника премьер крю Кло Сен-Жак.

Основанный в начале XX века уроженцем Жевре Арманом Руссо, домен изначально владел небольшими участками виноградников по всему Жевре-Шамбертену. В течение следующих 100 лет при Арманде Руссо и его сыне Шарле, который возглавил хозяйство после смерти отца в 1959 году, Domaine приобрёл различные виноградники гран крю в Шарм-, Мази- (поместье называет его «Мази») и Мазер-Шамбертен, а в 1994 году — участок в самом Шамбертен.

Сегодня винодельней и виноградником управляют сын Шарля Эрик и дочь Эрика Сириэль Руссо.
Площадь поместья составляет чуть более 2,5 гектаров (6,2 акра) в Ле-Шамбертен и 1,4 гектара (3,4 акра) в секции Кло-де-Без. Помимо половины гектара в Мази-Шамбертен, одного гектара/2,5 акра в Рушот (Кло-де-Рушот) и почти 1,4 гектара в Шарм-Шамбертен, Руссо также производит Кло-де-ла-Рош на участке площадью 1,5 гектара (3,7 акра) в знаменитом апелласьоне Морей-Сен-Дени к югу от Жевре.

Участки премьер-крю в портфеле включают 2,2 гектара (5,4 акра) в Кло Сен-Жак, 0,6 гектара (1,5 акра) в Ле-Казье и чуть меньше половины гектара (1,3 акра) в Лаво Сен-Жак. Арман Руссо также владеет 2,2 гектарами в деревне Жевре-Шамбертен.
Как и типичные бургундские вина, эти вина созданы на века. Старые лозы и тщательное виноделие, позволяющее раскрыть терруар, создают элегантные, чистые вина с ароматами красных и чёрных фруктов. Дуб используется в небольших количествах

## История
Арман Руссо родился в 1884 году в семье сильно вовлеченной в винную отрасль как виноторговцы и виноделы.Он унаследовал несколько виноградников и здание имения в деревне Gevrey-Chambertin как часть его свадебного подарка свадьбы в 1909 году.
После быстрого расширения виноградника, покупки Charmes-Chambertin, Clos de la Roche и Chambertin в конце 1910-х и 1920-х годах, имение начало разливать в бутылки и продавать свое собственное вино в 1930-х годах. Арман Руссо был среди первых нескольких производителей, которые начали разливать в бутылки собственное вино в Бургундии, и продавать совместно с большинством других производителей в регионе. Руссо был также пионером Бургундии в продаже его вина на рынок Соединенных Штатов, после окончания сухого закона в середине 1930-х годов.
Хозяйство расширилось благодаря покупками виноградников в Mazis Chambertin в 1937 году, Mazoyeres-Chambertin в 1940 году и Clos Saint Jacques в 1954 году, а так же два участка в Chambertin в 1943 и 1956 году.
Шарль Руссо, родившийся в 1923 году, начал работать в поместье своего отца в 1946 году. Шарль изучил законы энологии в Университете Дижона. После того как его отец Арман был убит в автокатастрофе в 1959 году, Шарль вступил в должность единственного винодела.
Во время владения Чарльза, Домэн Руссо имел 6,5 гектаров виноградников. Расширение продолжилось покупкой участков в Clos de Bèze в 1961 году, Clos de la Roche в 1965 и 1975 годах, дополнительных участков в Chambertin в 1968 и 1983 годах, а также всего виноградника Clos des Ruchottes в 1978 году. Текущие активы виноградника находятся на уровне чуть менее чем 14 гектар.
Все вина созданы полностью из винограда Пино-Нуар. Производство — 65,000 бутылок за винтаж, и 90 % производства экспортируются в более чем 30 стран во всем мире.